# Encyrtus trjapitzini
Encyrtus trjapitzini är en stekelart som beskrevs av Svetlana N. Myartseva och Sugonjaev 1977. Encyrtus trjapitzini ingår i släktet Encyrtus och familjen sköldlussteklar.
Artens utbredningsområde är:
- Iran.
- Kazakstan.
- Azerbajdzjan.
- Turkmenistan.
- Tadzjikistan.
- Uzbekistan.

Inga underarter finns listade i Catalogue of Life.